# Opel Senator
La Senator è un'autovettura di fascia alta prodotta dalla Opel in due serie successive, indicate come Senator A (1978–1986) e Senator B (1987–1993).

## Profilo e storia
Le ammiraglie Diplomat e Admiral, giunte alla seconda generazione (lanciata nel 1969), non avevano ottenuto il successo sperato. Lo stile statunitense e il possente motore V8 (in alternativa al sei cilindri in linea) non erano stati sufficienti a garantire il successo a due modelli che scontavano lo scarso appeal del marchio Opel nel settore alto del mercato, in cui prevalevano BMW, Mercedes-Benz e, pur con dei problemi, Jaguar. Inoltre, la crisi petrolifera del 1973 assestò un colpo micidiale alle grosse cilindrate, specialmente quelle dei marchi generalisti. Non furono ovviamente solo le varie Diplomat, Admiral e Kapitän a patire questo fenomeno, ma anche vetture di altri marchi, non necessariamente equipaggiate con motori V8. Opel decise quindi un cambio di strategia: niente più motori V8 e stile più europeo.

### La Senator A

#### Debutto
Il progetto relativo alla futura Senator fu avviato nei primi anni '70 del secolo scorso, in parallelo al progetto che avrebbe dato i natali alla Opel Monza, futura versione coupé della Senator. Il progetto fu inizialmente finalizzato alla sostituzione della Commodore B, mentre solo in un secondo momento, comunque poco tempo dopo l'avvio, venne esteso anche alla realizzazione di un terzo modello denominato Opel Commodore C. Per contenere i costi di progettazione e sviluppo, anche per la Senator si scelse di condividere gran parte della base meccanica con la Rekord E, così come anche per la Commodore C e per la Monza. E fu proprio assieme a quest'ultimo modello che la Senator venne lanciata, sia pure ancora in veste di prototipo, al Salone dell'automobile di Francoforte del 1977. Ormai mancavano però pochi ritocchi per arrivare alla produzione di serie. Nel febbraio del 1978 partì la produzione di una piccola preserie di 27 esemplari, dopodiché, una volta tolti di produzione i tre modelli precedenti (Diplomat, Admiral e Kapitän), partì la produzione di serie della prima generazione della Senator, che arrivò nei concessionari nel maggio del 1978, sempre in contemporanea con la Opel Monza.

#### Caratteristiche
Il corpo vettura a tre volumi si caratterizzava per le linee tese, l'ampia terza luce laterale e l'abbondanza di elementi cromati, soprattutto negli allestimenti più curati. Caratteristica di questo modello era anche la calandra a riquadri cromati, mentre gli altri modelli Opel avevano calandre a listelli orizzontali. I gruppi ottici anteriori e posteriori avevano un taglio rettangolare molto squadrato, secondo i dettami stilistici dell'epoca. Nonostante la carrozzeria fosse totalmente nuova e le due vetture non avessero che pochi elementi stilistici in comune, l'ammiraglia Opel tradiva la parentela tecnica ed estetica con la meno pregiata Rekord. All'interno era quasi identica anche la plancia e gran parte della componentistica, a meno di finiture più curate sulla Senator.
La Senator A condivideva con la Rekord E la piattaforma meccanica (identificata dalla lettera "V" secondo la codifica General Motors), pur su un corpo vettura differente e lungo circa 20 cm in più. Aumentava, benché di un solo centimetro, anche la misura del passo, mentre differivano sostanzialmente le sospensioni posteriori, con l'assale rigido della Rekord sostituito da un più moderno ed efficace sistema a ruote indipendenti con bracci obliqui. L'avantreno rimaneva invece di tipo MacPherson, mentre l'impianto frenante era a quattro dischi, dei quali quelli anteriori erano entrobordo. L'architettura meccanica della Senator A era sempre quella tradizionale a motore anteriore longitudinale e trazione posteriore. La gamma motori iniziale prevedeva due unità, tutte a 6 cilindri in linea:
- 2.8 S: motore da 2784 cm3 con alimentazione a carburatore doppio corpo e potenza massima di 140 CV;
- 3.0 E: motore da 2968 cm3 con alimentazione a iniezione elettronica e potenza massima di 180 CV.

Per quanto riguarda le varianti di trasmissione, erano disponibili un cambio manule a 4 marce e uno automatico a 3 rapporti.

#### Evoluzione dellaSenator A
La carriera commerciale della Senator A, come anche quella della Monza e dell'ultima generazione della Rekord, viene solitamente divisa in due fasi, praticamente la pre-restyling e la post-restyling, ma che nel caso della Senator e della Monza venivano e vengono ancora indicate con le sigle A1 e A2 (per la Rekord invece si parla di E1 ed E2). Gli allestimenti previsti per la Senator A erano tre: un livello di base senza particolari sigle aggiuntive, un livello intermedio indicato con la lettera "C" e un livello di punta indicato come "CD" (sigla che identificherà in futuro anche gli allestimenti di punta di altri modelli Opel). Quest'ultimo allestimento fu previsto però solo in abbinamento al motore 3 litri ad iniezione e solo con il cambio automatico. A richiesta era possibile ottenere un pacchetto "S" (non per l'allestimento "CD") comprendente fra l'altro gli ammortizzatori a gas in luogo di quelli idraulici previsti di serie, molle con tartura più sportiva, una calandra nera anziché cromata, una striscia colorata sulla fiancata, un logo identificativo sui parafanghi, specifici cerchi in lega e strumentazione interna supplementare.
Il primo aggiornamento alla gamma si ebbe nell'agosto del 1978, quando comparve una terza motorizzazione, costituita da un'unità da 2968 cm3 con alimentazione a carburatore doppio corpo e potenza massima di 150 CV. A partire dal mese di luglio del 1979, a richiesta divenne possibile ottenere anche un cambio manuale a 5 marce, sicuramente più adatto al rango della vettura.
Intorno alla metà del 1981 Opel apportò alcune modifiche al modello. All'esterno si trattava di elementi secondari, tra cui i nuovi specchi retrovisori carenati e il profilo in plastica nera sul bordo inferiore dello spoiler anteriore. L'intervento nell'abitacolo fu invece radicale, indirizzato a differenziare ulteriormente la Senator dalla Rekord; venne introdotta una plancia totalmente nuova, diversi erano anche i pannelli porta e i rivestimenti e cambiava infine tutta la componentistica interna (volante, levette, pulsanti, quadro strumenti, bocchette). Sul lato della meccanica, il motore a carburatore da 2,8 litri venne sostituito da un 2,5 litri a iniezione (il 25E da 136 CV).
Nel maggio del 1982 l'allestimento "CD" si arricchì di un computer di bordo, distaccando così ancora di più la Senator dalla Rekord E. Alla fine dello stesso anno arrivò il vero restyling di mezza età, per il modello che da quel momento in poi viene generalmente indicato come Senator A2: frontale ridisegnato (fari, cofano motore, mascherina) molto simile a quello adottato pochi mesi prima sulla Rekord E2, paraurti integrali in plastica (nel colore della carrozzeria, con fascia protettiva di plastica nera ed eventuale profilo cromato), gruppi ottici posteriori uniti fra loro in una fascia a tutta larghezza e vano portatarga spostato in basso nel paraurti, nuovi cerchioni e profili cromati differenti per la vetratura laterale. Vennero mantenuti invece gli interni introdotti nel 1981, benché con alcune nuove dotazioni disponibili (tra cui la scenografica strumentazione digitale). Effetto fondamentale del nuovo disegno esterno fu la riduzione del (Cx) dell'auto, che passò dal precedente 0,45 al valore di 0,39.
Per quanto riguarda la gamma motori, essa venne in gran parte rinnovata arrivando a comprendere solo modelli ad iniezione: alla base della gamma comparve infatti il nuovo motore da 2 litri della famiglia "CIH" a 4 cilindri e con potenza massima di 115 CV. Per quanto riguarda gli altri motori, si ebbe la scomparsa del 3 litri a carburatore, mentre vennero mantenute le altre due motorizzazioni a 6 cilindri, da 2,5 e 3 litri, con potenze rispettivamente di 136 e 180 CV. La comparsa delle unità a quattro cilindri fu dovuta in parte alla crisi petrolifera e in parte per contrastare comunque la concorrenza che proponeva simili motori.
A partire dal mese di agosto del 1983 divenne disponibile a richiesta anche l'ABS (di serie solo nell'allestimento "CD"). Nel febbraio del 1984, la nuova strumentazione a cristalli liquidi divenne optional a richiesta, mentre nell'ottobre del 1984 il 2 litri di base venne sostituito da un'altra unità, sempre a 4 cilindri, ma della cilindrata di 2197 cm3 e potenza invariata a 115 CV, ma con un miglior apporto di coppia motrice. Nello stesso periodo, il motore da 2,5 litri venne rivisitato e la sua potenza salì a 140 CV. Con l'arrivo di questi due modelli mutò anche il criterio di denominazione, con la "i" che andò a sostituire la "E" in tutta la gamma. Quindi, per esempio, da 2.0 E e 2.5 E si passò a 2.2i e 2.5i. Stesso discorso anche per la versione dotata del motore da 3 litri, che divenne 3.0i. Ed ancora, sempre nell'autunno del 1984, vi fu un'altra novità assai significativa, ossia l'arrivo della Senator 2.3 TD, dotata di un propulsore diesel da 2.260 cm³ sovralimentato mediante un turbocompressore, con una potenza massima di 86 CV.
E proprio sulla base della versione diesel, nel marzo del 1985 venne approntata una serie limitata a 709 esemplari di una Senator sovralimentata mediante comprex e con potenza lievitata a 95 CV. Nel settembre dello stesso anno, il motore 3.0i fu provvisto del catalizzatore e la sua potenza subì un sensibile calo fermandosi ad appena 156 CV. Tle motorizzazione fu resa disponibile anche con un nuovo cambio automatico a quattro rapporti con programma "Sport". Fu l'ultimo aggiornamento alla gamma della Senator A, che nel giugno del 1986 venne tolta di produzione. Negli ultimi mesi le sole novità occorse alla gamma furono relative a versioni ed allestimenti speciali. La Senator A rimase comunque sui listini di vendita fino a quando, nella prima metà del 1987, venne sostituita da un modello completamente nuovo.

#### Tabella riepilogativa
Di seguito vengono riepilogate le caratteristiche relative alla gamma della Opel Senator A:
| Opel Senator A (1978-86) |                      |            |                                                       |                |                |                    |                    |              |                     |                    |                    |
| Modello                  | Motore               | Cilindrata | Alimentazione                                         | Potenza CV/rpm | Coppia Nm/rpm  | Cambio/ N°rapporti | Massa a vuoto (kg) | Velocità max | Acceler. 0–100 km/h | Consumo (l/100 km) | Anni di produzione |
| Versioni a benzina       |                      |            |                                                       |                |                |                    |                    |              |                     |                    |                    |
| 2.0 E                    | 20EH                 | 1956       | Iniezione elettronica Bosch LE-Jetronic               | 115/5600       | 160/4200       | Manuale 4 marce    | 1.335              | 180          | 13"5                | 9,7                | 12/1982–08/1984    |
| 2.2i                     | 22E                  | 2197       | Iniezione elettronica Bosch LE-Jetronic               | 115/4800       | 182/2600       | Manuale 4 marce    | 1.330              | 180          | 12"                 | 9,1                | 09/1984–06/1986    |
| 2.5 E                    | 25E                  | 2490       | Iniezione elettronica Bosch L-Jetronic                | 136/5600       | 185/4600       | Manuale 4 marce    | 1.370              | 190          | 11"5                | 11,4               | 05-1981–08/1984    |
| 2.5i                     | 25E                  | 2490       | Iniezione elettronica Bosch LE-Jetronic               | 140/5200       | 205/4000       | Manuale 5 marce    | 1.370              | 198          | 11"                 | 10,2               | 09/1984–06/1986    |
| 2.8 S                    | 28H                  | 2784       | Carburatore doppio corpo Solex 4A1                    | 140/5200       | 218/3500       | Manuale 4 marce    | 1.375              | 190          | 10"5                | 11,8               | 05/1978–04/1981    |
| 3.0 S                    | 30H                  | 2968       | Carburatore doppio corpo Solex 4A1                    | 150/5200       | 230/3400       | Manuale 4 marce    | 1.375              | 193          | 10"                 | 12,2               | 06/1978–07/1982    |
| 3.0i Kat                 | C30LE                | 2968       | Iniezione elettronica Bosch LU-Jetronic               | 156/5600       | 225/4200       | Manuale 5 marce    | 1.370              | 202          | 10"                 | 11,3               | 09/1985–06/1986    |
| 3.0 E                    | 30E                  | 2968       | Iniezione elettronica Bosch LE-Jetronic               | 180/5800       | 243/4500       | Manuale 4 marce    | 1.375              | 210          | 9"                  | 12                 | 05/1978–11/1982    |
| 3.0 E                    | 30E                  | 2968       | Iniezione elettronica Bosch LE-Jetronic               | 180/5800       | 243/4500       | Manuale 5 marce    | 1.370              | 210          | 9"                  | 10,8               | 12/1982–08/1984    |
| 3.0i                     | 30E                  | 2968       | Iniezione elettronica Bosch LE-Jetronic               | 180/5800       | 243/4500       | Manuale 5 marce    | 1.370              | 210          | 9"                  | 10,8               | 09/1984–06/1986    |
| Versioni diesel          |                      |            |                                                       |                |                |                    |                    |              |                     |                    |                    |
| 2.3 TD                   | 23DT                 | 2260       | Turbodiesel iniezione indiretta                       | 86/4200        | 192/ 2200-2400 | Manuale 5 marce    | 1.410              | 167          | 16"5                | 7,6                | 10/1984–06/1986    |
| 2.3 Comprex D            | 2.3 CIH Four Comprex | 2260       | Diesel iniezione indiretta sovralimentato con comprex | 95/4200        | 195/2400       | Manuale 5 marce    | 1.430              | 172          | 15"                 | 7,7                | 03/1985–06/1986    |

#### Versioni speciali
- Nell'estate del 1983, la Senator venne proposta anche in una versione blindata a passo allungato di 15 cm e una particolare versione carrozzata come autoambulanza dai carrozzieri Miesen e Pollmann. Entrambe queste ultime tre versioni non erano previste nella gamma ufficiale.
- Dalla Opel Senator A il costruttore svizzero Bitter ha derivato la propria coupé SC, costruita dal 1981 fino al 1986.

### La Senator B
Nel maggio 1987 venne presentata la seconda generazione della Senator, denominata Senator B, mentre la commercializzazione fu avviata nel successivo mese di settembre.

#### Design interno ed esterno
La derivazione dalla Omega, che l'anno prima aveva rimpiazzato la Rekord E, era evidente come nel caso precedente: portiere anteriori, parabrezza, parte anteriore del tetto erano comuni ai due modelli, che si somigliavano anche per le linee arrotondate e aerodinamiche, secondo la tendenza di quel periodo, in cui molti costruttori cercavano di accentuare le doti di penetrazione aerodinamica dei loro modelli, specie se di grosse dimensioni. Anche la misura del passo stavolta venne mantenuta. La differenze stilistiche non furono comunque poche ed arrivarono a includere il disegno dei gruppi ottici anteriori a doppia parabola (di forma più arrotondata rispetto alla Omega), gli indicatori di direzione inseriti nel paraurti accanto ai fendinebbia, i gruppi ottici posteriori, di forma quadrangolare, più estesi e composti da quattro sezioni ciascuno, la calandra a griglia cromata (assente nella Omega) e il disegno del passaruota posteriore, decisamente meno schiacciato e di forma più convenzionale. Diverso era anche il montante posteriore e la terza luce laterale era assai più ampia di quella dell'Omega, mentre la coda era più imponente, essendo più lunga di 20 cm (e quindi anche dotata di un bagagliaio più capiente). Nel complesso, il corpo vettura della Senator B risultò invece più lungo di circa 16 cm, mantenendo quindi una certa tangibilità a livello di personalità ed imponenza di un modello rispetto all'all'altro. Il lavoro compiuto dai designer Opel per ottimizzare il coefficiente di penetrazione aerodinamica fu premiato dal risultato ottenuto dalla vettura alla galleria del vento, con un Cx pari a 0,30 contro lo 0,28 fatto registrare da una Omega A che in effetti vantava una miglior efficacia aerodinamica nel frontale. Ma in ogni caso e specialmente in rapporto all'epoca, il valore ottenuto dalla Senator B fu tutt'altro che disprezzabile.
Anche all'interno dell'abitacolo vi furono elementi di derivazione Omega accostati ad altri totalmente inediti: è il caso del cruscotto e del volante, derivati dalla berlina meno pregiata, ma abbinati ad una console centrale del tutto nuova. Nel complesso l'abitabilità fu considerata notevole dalla stampa specializzata dell'epoca, così come di notevole pregio furono considerate le finiture e i rivestimenti in velluto per sedili ed interni in generale.

#### Struttura, meccanica e motori
Non solo esteticamente, ma anche e soprattutto sul piano tecnico l'affinità con la Omega A fu stretta: l'architettura meccanica della Senator B confermò quindi lo schema a motore anteriore longitudinale e a trazione posteriore. Gli schemi sospensivi dei due assi, comunque, al netto di tarature e geometrie specifiche, confermarono quanto già visto per la prima generazione della Senator, e cioè un avantreno di tipo MacPherson e un retrotreno a bracci obliqui. Alcune differenze si ebbero invece per quanto riguardava l'impianto frenante, in cui l'ABS divenne di serie e i dischi anteriori divennero autoventilanti, e per quanto riguarda anche lo sterzo, che divenne servoassistito (nella Senator A non lo era). Al suo debutto, la Senator B fu disponibile in tre motorizzazioni, tutte a 6 cilindri in linea, e a differenza della precedente generazione, che ad un certo punto venne proposta anche con motori a 4 cilindri, nel caso del nuovo modello non si cedette ad alcun compromesso e il frazionamento originario venne mantenuto fino alla fine della carriera commerciale. I due motori previsti al debutto furono:
- 2.5i: tale motore fu in realtà previsto solo per alcuni mercati europei al di fuori della Germania e corrispose al motore già montato negli anni precedenti sotto il cofano della Senator A. Rimase quindi invariata la cilindrata di 2490 cm3 e la potenza massima di 140 CV;
- 3.0i Kat: anche questo motore derivò direttamente dalla gamma della Senator A, ma venne previsto in maniera molto più uniforme nei vari mercati europei. Si trattava dell'unità da 2968 cm3 e da 156 CV di potenza massima;
- 3.0i: variante non catalizzata del precedente motore, venne leggermente rivisitato rispetto all'unità della Senator A, rispetto alla quale la potenza massima scese da 180 a 177 CV.

Scelta obbligata per il cambio previsto di serie, di tipo manuale a 5 marce, anche se a richiesta era possibile optare per un cambio automatico a 3 rapporti.

#### Carriera commerciale dellaSenator B

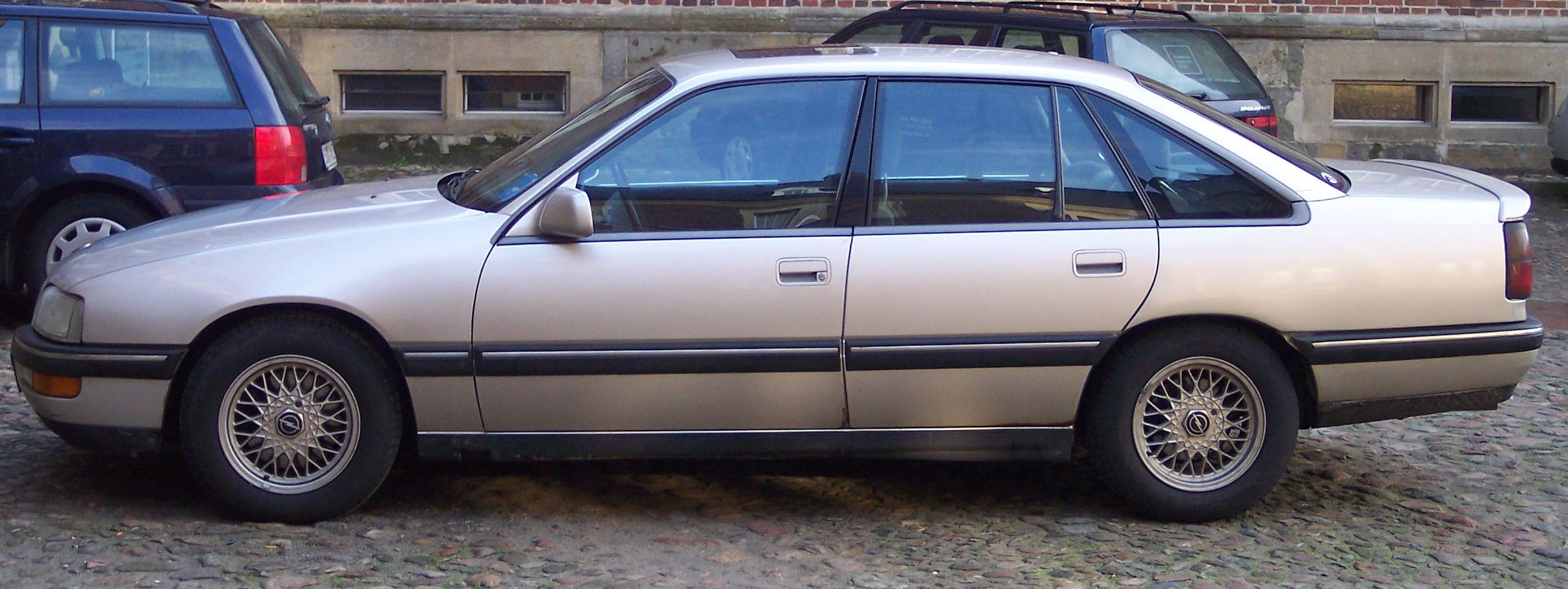
Vista laterale della Senator B

Al momento del debutto, la Senator B fu generalmente proposta in due livelli di allestimento, ossia base e "CD". Quest'ultimo, come sempre particolarmente ricco, includeva stavolta anche la verniciatura metallizzata, i cerchi in lega, la chiusura centralizzata, l'antifurto con allarme, gli alzacristalli elettrici, il computer di bordo e il volante in pelle. La Senator B fu proposta anche nel Regno Unito, ma stavolta anche qui venne mantenuto il nome di Senator, mentre il marchio rimase quello tradizionale della Vauxhall. A partire dal mese di dicembre del 1987, la Senator B fu proposta anche in una inedita variante a passo allungato di 15 cm, per una lunghezza totale che andava a sfiorare quei cinque metri oltre i quali si entrava in pieno territorio delle vetture di segmento F.
Dal gennaio del 1988, il motore catalizzato da 3 litri divenne disponibile anche con la stessa potenza di 177 CV dell'unità non catalizzata. A giugno un cambio automatico a 4 rapporti a gestione elettronica divenne di serie in abbinamento all'allestimento "CD" e disponibile a richiesta nell'allestimento di base. Contemporaneamente, debuttarono il nuovo servosterzo elettronico Servotronic e il nuovo impianto di climatizzazione a controllo automatico della temperatura. In ottobre vennero invece introdotti l'impianto lavafari e gli inserti in radica nell'abitacolo.

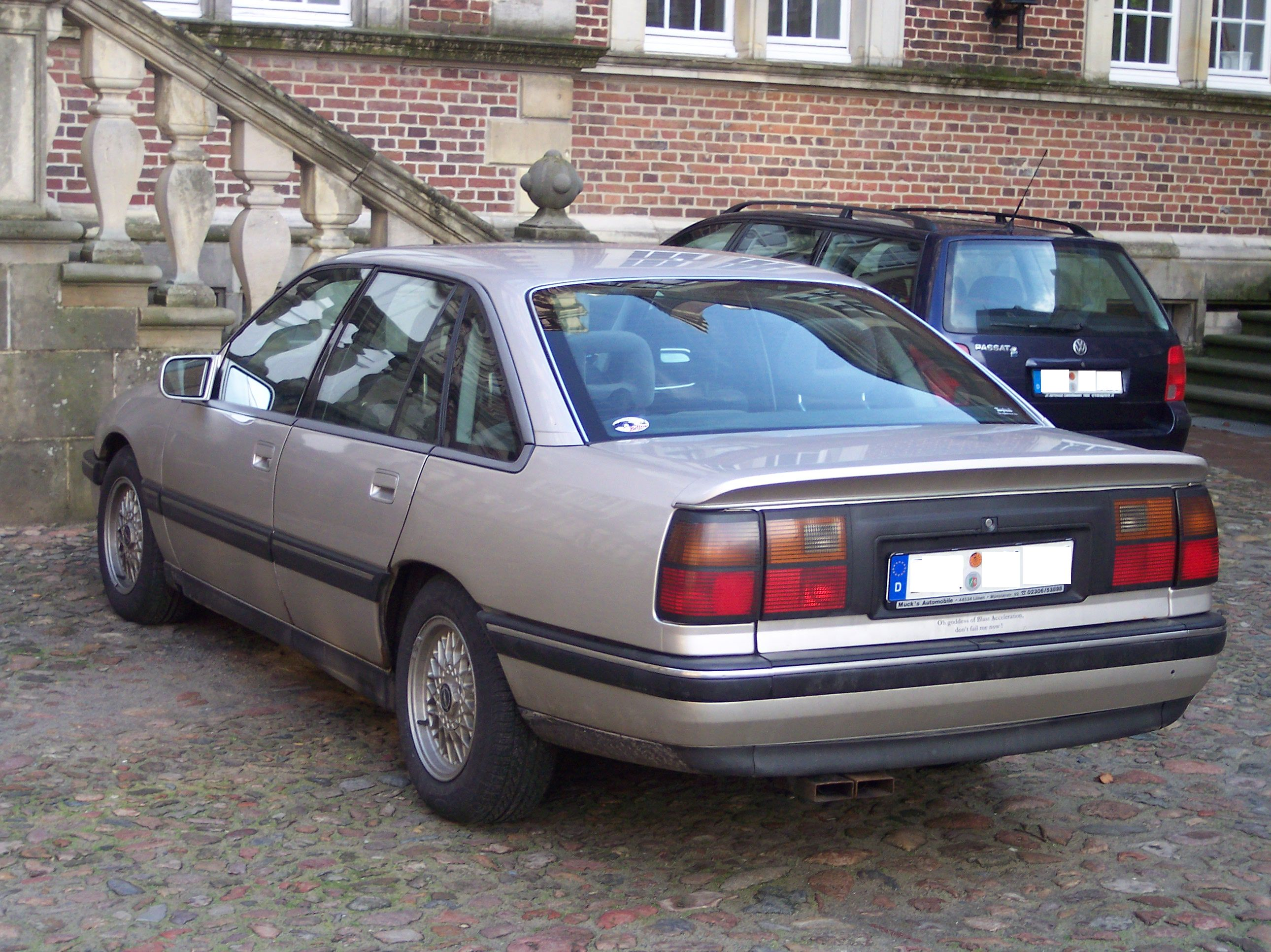
La nuova fanaleria posteriore fumé delle Senator B prodotte dopo l'ottobre del 1989

Un anno dopo vi furono numerosi altri aggiornamenti: innanzitutto debuttò la prima Senator con motore plurivalvole, in pratica una versione bialbero in testa a 4 valvole per cilindro del già noto 3 litri catalizzato, che in questa nuova veste erogava una potenza massima di 204 CV grazie anche ai condotti di aspirazione a lunghezza variabile, sistema chiamato da Opel "Dual-Ram". Inoltre vennero introdotti i nuovi ammortizzatori a gas nella dotazione di serie, mentre comparvero nuove cromature esterne per impreziosire l'immagine della vettura e i fari posteriori divennero fumé. All'interno cambiarono il volante e la console.
Nel mese di febbraio del 1990 arrivò una versione particolarmente interessante, ossia la Senator 4.0i 24v, spinta da un potente e generoso motore da ben 3983 cm3 sviluppato in collaborazione con la Irmscher, noto preparatore da tempo legato al marchio di Rüsselsheim. Tale motore, sempre a 6 cilindri in linea, era in grado di erogare fino a 272 CV di potenza massima, spingendo la vettura fino ad una velocità massima di 255 km/h e coprendo lo scatto da 0 a 100 km/h in soli 6,5 secondi. Tale versione fu prevista in una tiratura limitata di soli 1.200 esemplari. Nel settembre del 1990, la Senator ricevette alcune modifiche minori, più lievi ancora di quelle introdotte in parallelo sulla Omega. Tra queste il piccolo spoiler installato sulla coda.
Nel settembre 1991 vi fu l'arrivo di una nuova versione di base con motore da 2594 cm3 e con potenza massima di 150 CV. Nello stesso periodo v fu l'arrivo di un livello di allestimento intermedio fra i due già esistenti e denominato Business Class. Le versioni con cambio manuale acquisirono l'azionamento idraulico della frizione. L'ultimo aggiornamento si ebbe nell'agosto del 1992 con l'eliminazione di tutte le motorizzazioni 3 litri monoalbero.
La Senator "B" uscì di produzione nel maggio 1993 con l'avvento della nuova Omega B, che sostituì contemporaneamente i due modelli superiori della gamma Opel.

#### Tabella riepilogativa
Di seguito vengono riepilogate le caratteristiche relative alla gamma della Senator B. I dati riportati si riferiscono alle versioni a passo normale:
| Opel Senator B (1987-93) |        |            |                                             |                |               |                    |              |                     |                    |                    |
| Modello                  | Motore | Cilindrata | Alimentazione                               | Potenza CV/rpm | Coppia Nm/rpm | Massa a vuoto (kg) | Velocità max | Acceler. 0–100 km/h | Consumo (l/100 km) | Anni di produzione |
| 2.5i                     | 25NE   | 2490       | Iniezione elettronica Bosch LE2-Jetronic    | 140/5200       | 205/4000      | 1.405              | 200          | 11"                 | 9,8                | 05/1987–08/1990    |
| 2.6i Kat                 | C26NE  | 2594       | Iniezione elettronica Bosch Motronic M 1.5  | 150/5600       | 220/3600      | 1.455              | 213          | 10"3                | 10,4               | 09/1990–05/1993    |
| 3.0i Kat                 | C30LE  | 2968       | Iniezione elettronica Bosch Motronic ML 4.1 | 156/5400       | 230/3900      | 1.435              | 215          | 10"                 | 10,9               | 05/1987–08/1992    |
| 3.0i                     | 30NE   | 2968       | Iniezione elettronica Bosch LE2-Jetronic    | 177/5400       | 240/4400      | 1.415              | 220          | 9"                  | 10,2               | 05/1987–08/1992    |
| 3.0 Si Kat               | C30NE  | 2968       | Iniezione elettronica Bosch Motronic ML 4.1 | 177/5800       | 240/4200      | 1.435              | 225          | 9"                  | 11                 | 01/1988–05/1993    |
| 3.0i 24v Kat             | C30SE  | 2968       | Iniezione elettronica Bosch Motronic        | 204/6000       | 270/3600      | 1.480              | 240          | 7"8                 | 10,4               | 10/1989–05/1993    |
| 4.0i 24v Kat             | C40SE  | 3983       | Iniezione elettronica Bosch Motronic M 1.5  | 272/5800       | 395/3300      | 1.540              | 255          | 6"5                 | 11,8               | 09/1990–05/1993    |

### La produzione
In tutto sono stati prodotti 134.735 esemplari di Senator A (74.412 Senator A1 e 60.323 Senator A2) e 69.905 di Senator B (incluse le versioni per il mercato inglese vendute con marchio Vauxhall).

Oltre che con il marchio della Casa madre e come Vauxhall Senator (cioè la Opel Senator con marchio Vauxhall prodotta dal 1984 in poi), la vettura fu anche prodotta come Vauxhall Royale (corrispondente alle prime Senator prodotte fino al 1984), come Chevrolet Senator in Sudafrica.